# Michael (film, 2011)
Pour les articles homonymes, voir Michael.
Pour plus de détails, voir Fiche technique et Distribution.
Michael est un film dramatique autrichien écrit et réalisé par Markus Schleinzer, sorti en 2011.

## Synopsis
Le portrait clinique d'un pédophile de trente-cinq ans qui tient séquestré un enfant de dix ans dans sa cave…

## Fiche technique
- Titre : Michael
- Réalisation : Markus Schleinzer
- Scénario : Markus Schleinzer
- Décors : Katrin Huber
- Costumes : Hanya Barakat
- Photographie : Gerald Kerkletz
- Son : Klaus Kellermann
- Montage : Wolfgang Widerhofer
- Musique : Lorenz Dangel
- Production : Nikolaus Geyrhalter, Markus Glaser, Michael Kitzberger et Wolfgang Widerhofer
- Société de production : Nikolaus Geyrhalter Filmproduktion
- Société de distribution : Les Films du losange (France), Stadtkino Verleih (Autriche)
- Pays d’origine : Autriche
- Langue originale : allemand
- Format : couleur - 35 mm - Dolby numérique
- Genre : drame
- Durée : 96 minutes
- Distributeur : K-Films Amérique (Québec)
- Date de sortie :
  -  Autriche : 2 septembre 2011
  -  France : 9 novembre 2011
  -  Québec : 20 juillet 2012

## Distribution
- Michael Fuith : Michael
- David Rauchenberger : Wolfgang
- Christine Kain : la mère
- Ursula Strauss : la sœur
- Victor Tremmel : le beau-frère

## Distinction
- 2012 : Prix du meilleur acteur pour Michael Fuith au Festival international du film de Dublin